# Benjamin Howland
Benjamin Howland (* 27. Juli 1755 in Tiverton, Colony of Rhode Island and Providence Plantations; † 1. Mai 1821 ebenda) war ein US-amerikanischer Politiker der Demokratisch-Republikanischen Partei, der den Bundesstaat Rhode Island im US-Senat vertrat.
Nach dem Besuch der Gemeinschaftsschule betätigte sich Benjamin Howland zunächst in der Landwirtschaft, ehe er in den öffentlichen Dienst eintrat. So amtierte er im Jahr 1801 als Steuerbeamter (Collector of taxes), im Jahr darauf als Rechnungsprüfer (Town auditor) von Tiverton und 1805 als Vorsitzender der Gemeindeversammlung (Town moderator).
Als US-Senator Samuel John Potter am 14. Oktober 1804 im Amt starb, wurde Howland zu dessen Nachfolger im Kongress gewählt. Er nahm seinen Platz im Senat ab dem 29. Oktober desselben Jahres ein; die Amtszeit endete am 3. März 1809. Im Jahr darauf war er als Abgeordneter im Repräsentantenhaus von Rhode Island noch einmal politisch tätig, ehe er während des Britisch-Amerikanischen Kriegs als General in der Staatsmiliz diente. Im Jahr 1821 starb er in seinem Heimatort Tiverton und wurde auf dem Familienfriedhof beigesetzt.